# Jan Vonck
Jan Vonck (1631, Toruń - 1663/1664) est un peintre néerlandais du siècle d'or. Il est connu pour ses peintures de natures mortes, représentant des animaux morts tels que des oiseaux et des poissons.

## Biographie
Jan Vonck est né en 1631 à Toruń en Pologne. 
Peu de choses sont connues sur la vie de l'artiste. Il est un peintre actif à Amsterdam entre 1645 et 1664. Il est le fils du peintre Elias Vonck qui lui a enseigné la peinture de natures mortes. Tout comme son père, il a collaboré avec Jacob van Ruisdael en peignant des animaux sur des œuvres représentant des paysages peints par Van Ruisdael.
Il est mort entre 1663 et 1664.

## Œuvres

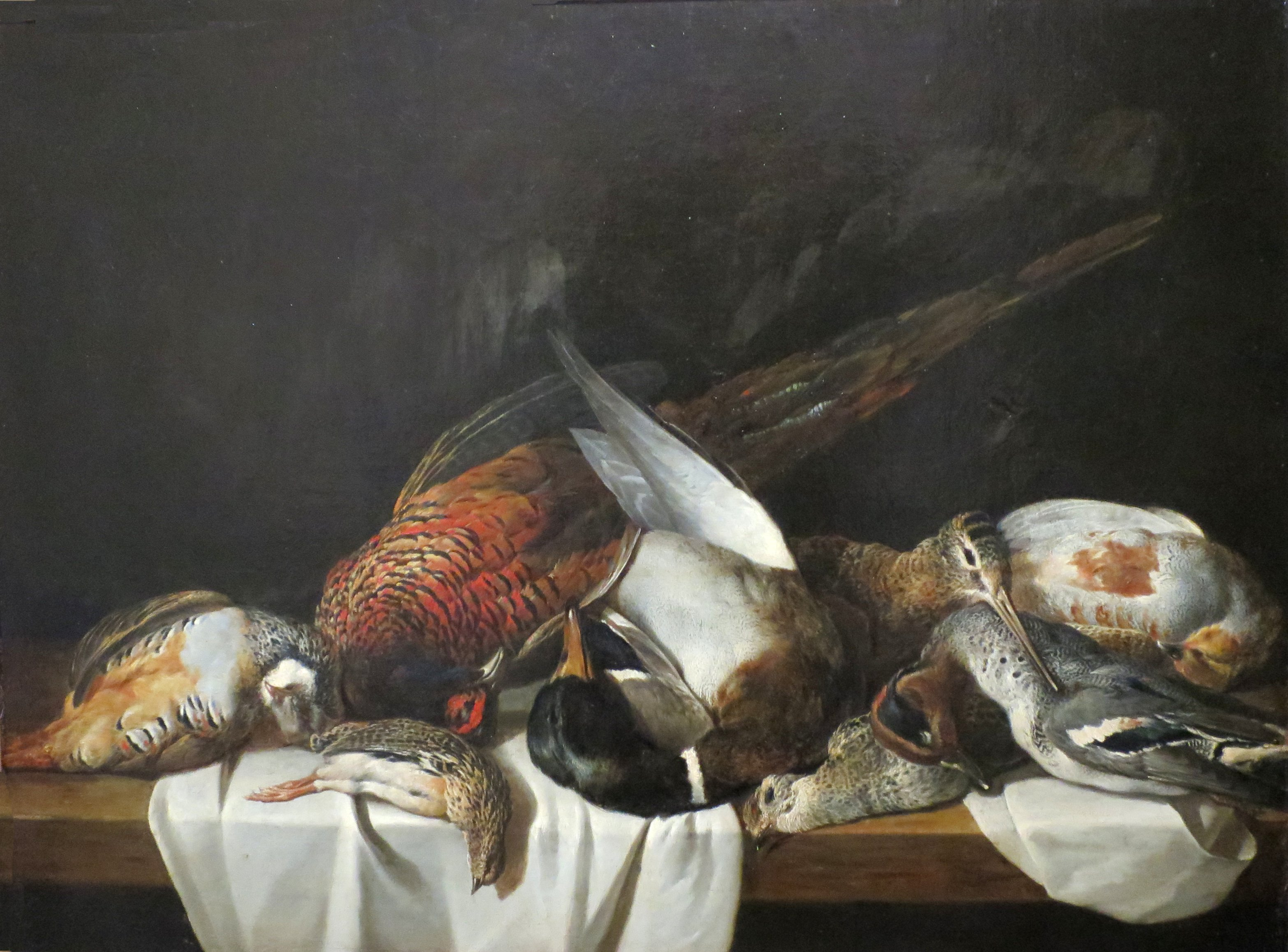
Oiseaux de gibier, vers 1650.

- Oiseaux morts[2], Rijksmuseum, Amsterdam
- Nature morte avec un églefin et un grondin[3], Rijksmuseum, Amsterdam
- Nature morte avec un lièvre, un héron et d'autres oiseaux[4], Rijksmuseum, Amsterdam
- Nature morte avec oiseaux morts sur une table en pierre[5], Dordrechts Museum, Dordrecht
- Nature morte avec oiseaux de gibier[6], Harvard University Art Museum, Massachusetts
- Nature morte avec oiseaux morts[7], Minneapolis Institute of Arts, Minnesota
- Gibier mort[8], Watford Museum, Watford, Royaume-Uni